# Dalwallinu Shire
Koordinaten: 30° 16′ S, 116° 39′ O

Das Shire of Dalwallinu ist ein lokales Verwaltungsgebiet (LGA) im australischen Bundesstaat Western Australia. Das Gebiet ist 7236 km² groß und hat etwa 1400 Einwohner (2016).
Dalwallinu liegt im westaustralischen „Weizengürtel“ im Westen des Staates am Great Northern Highway etwa 200 Kilometer nordöstlich der Hauptstadt Perth. Der Sitz des Shire Councils befindet sich in der Ortschaft Dalwallinu, wo etwa 700 Einwohner leben (2016).

## Verwaltung
Der Dalwallinu Council hat zehn Mitglieder, die von den Bewohnern der drei Wards (sechs aus dem South, je zwei aus dem North und East Ward) gewählt. Aus dem Kreis der Councillor rekrutiert sich auch der Ratsvorsitzende und President des Shires.